# Valentine (cantante)
Valentine Romanski (Zwenkau, Alemania, 22 de junio de 1988), más conocida como Valentine es una cantante, compositora y pianista alemana. La mayoría de sus canciones las he compuesto ella misma a las que suele acompañar con el piano.

## Trayectoria
Valentine es hija de un ingeniero de sonido y su madre tocó en una banda en su juventud. Se crio en el barrio berlinés de Friedrichshain y aprendió de niña a tocar el piano. Robert Gläser, un amigo de su madre, comenzó a escribir canciones a los 13 años. A partir de estas composiciones se publicó su álbum debut en 2005 gracias al apoyo de músicos como Felix M. Lehrmann, que la apoyaron gracias a la labor de comunicación de Gläser.
El primer sencillo, Feel So Bad se publicó en junio de 2005 en las listas alemanas y su primer álbum, Ocean Full Of Tears apareció poco después. El álbum no significó su consolidación pero alcanzó el puesto 26 en las listas y aguantó 2 meses entre los top 100. El 24 de noviembre de 2005 cantó en la gala de Eins Live Krone su sencillo Feel so bad y fue nominada como Mejor debutante.
En septiembre de 2006 publicó su segundo álbum, Blue Merry-Go-Round, álbum que no tuvo el éxito del primero, y no logró entrar entre los top 100 de las listas alemanas, después de que el primer sencillo del álbum, You & Me sólo alcanzara el puesto 81. En diciembre de 2006 apareció el segundo sencillo, Why, pero solo disponible para su descarga.
Desde comienzos de 2010 hace un tour por los escenarios alemanes con la producción Der Traumzauberbaum de Reinhard Lakomy. Su tercer álbum, Love Like Gold aparece el 29 de octubre de 2010, y dos semanas antes el primer sencillo del mismo: Black Sheep.

## Discografía

### Álbumes
| Año  | Título              | Posición en las listas | Fecha de publicación     |
| Año  | Título              | DE Alben               | Fecha de publicación     |
| ---- | ------------------- | ---------------------- | ------------------------ |
| 2005 | Ocean Full of Tears | 26                     | 24 de julio de 2005      |
| 2006 | Blue Merry-Go-Round | –                      | 29 de septiembre de 2006 |

### Sencillos
| Año  | Título                          | Posición en las listas | Fecha de publicación   |
| Año  | Título                          | DE Singles             | Fecha de publicación   |
| ---- | ------------------------------- | ---------------------- | ---------------------- |
| 2005 | Feel So Bad Ocean Full of Tears | 33                     | 30 de mayo de 2005     |
| 2005 | Ocean Full of Tears             | 88                     | 7 de octubre de 2005   |
| 2006 | You & Me Blue Merry-Go-Round    | 81                     | 25 de agosto de 2006   |
| 2006 | Why Blue Merry-Go-Round         | nur Download           | 1 de diciembre de 2006 |
| 2010 | Black Sheep Love Like Gold      |                        | 15 de octubre de 2010  |